# Мргануш
Мргануш (вірм. Մրգանուշ) — село в марзі Арарат, у центрі Вірменії. Село розташоване за 9 км на північ від міста Арташат, за 1 км на південь від села Гетазат, за 1 км на південний схід від села Вардашен, за 1 км на схід від села Дехцут, за 3 км на північ від села Айгестан, за 3 км на північний захід від села Хнаберд та за 3 км на захід від села Двін.